# Editorial Verbo
A Editorial Verbo é uma editora portuguesa fundada em 1958. Tem presença em Portugal, no Brasil, em Angola e em Moçambique.

## Publicação
É a editora de grandes nomes da cultura portuguesa, de diferentes áreas do saber, tais como Joaquim Veríssimo Serrão, João César das Neves, Aníbal Cavaco Silva, Adriano Freire, Maria de Lourdes Modesto, Tomaz de Figueiredo, Marcello Caetano, Germano Marques da Silva, entre muitos outros.
Na ficção juvenil destacam-se Maria Teresa Maia Gonzalez, autora do bestseller A Lua de Joana, e co-autora com Maria do Rosário Pedreira da popular série O Clube das Chaves, adaptada à televisão.
Na publicação de enciclopédias destacam-se a Enciclopédia Luso-Brasileira de Cultura e a sua sucedânea, Edição Século XXI, obras de importante referência e ímpares no panorama português.
Na banda desenhada, sob a designação Difusão Verbo, publicou vários livros, entre eles o mundialmente famoso Tintim.
Outra das suas apostas editoriais são os textos universitários, em áreas como a Literatura, Artes, Teologia, História, Direito, Economia, Gestão e Marketing.